# Athripsodes longistylis
Athripsodes longistylis är en nattsländeart som först beskrevs av Barnard 1934.  Athripsodes longistylis ingår i släktet Athripsodes och familjen långhornssländor. Inga underarter finns listade i Catalogue of Life.